# Bruno Muccioli
Bruno Muccioli (ur. 7 sierpnia 1960 w Detroit) – sanmaryński piłkarz występujący na pozycji obrońcy, reprezentant San Marino w latach 1990–1993.

## Kariera klubowa
Muccioli grał we włoskich klubach AC San Marino, AC Riccione, AC Bellaria Igea Marina, AS Santarcangiolese, AC Cattolica Calcio, Polisportiva Lunano oraz AS Novafeltria.

## Kariera reprezentacyjna
Bruno Muccioli w latach 1990–1993 rozegrał w reprezentacji San Marino 11 oficjalnych spotkań.